# Archimonotresis limophila
Archimonotresis limophila is een platworm (Platyhelminthes). De worm is tweeslachtig. De soort leeft in of nabij zoet water.
Het geslacht Archimonotresis, waarin de platworm wordt geplaatst, wordt tot de familie Protomonotresidae gerekend. De wetenschappelijke naam van de soort werd voor het eerst geldig gepubliceerd in 1938 door Meixner.